# Lomaptera orientalis
Lomaptera orientalis är en skalbaggsart som beskrevs av Valck Lucassen 1961. Lomaptera orientalis ingår i släktet Lomaptera och familjen Cetoniidae. Inga underarter finns listade i Catalogue of Life.